# Agnia casta
Agnia casta là một loài bọ cánh cứng trong họ Cerambycidae.